# Dictyopharina consanguinea
Dictyopharina consanguinea är en insektsart som beskrevs av William Lucas Distant 1906. Dictyopharina consanguinea ingår i släktet Dictyopharina och familjen Dictyopharidae. Inga underarter finns listade i Catalogue of Life.